# 安藤優子
安藤 優子（あんどう ゆうこ、1958年11月19日 - ）は、日本のニュースキャスター、ジャーナリスト。椙山女学園大学国際コミュニケーション学部客員教授。ウェーブ産経代表幹事。テイクシンク所属。千葉県市川市生まれ。身長は164.5cm、血液型はA型。

## 経歴
市川市立八幡小学校、千代田区立九段中学校卒業。1974年、東京都立日比谷高等学校に入学。高校在学中、交換留学生としてアメリカ合衆国ミシガン州ハートランド高校へ留学。私立オークランド・カレッジを経て帰国し、上智大学外国語学部比較文化学科を卒業。
大学在学中はホテルウーマンを目指しており、再び留学してホテルマネジメント学を学ぶ費用捻出のため、渋谷のパルコでエレベーターガールのアルバイトをしていた。そこで外国人客と堪能な英語で話をしていたところを、テレビ朝日のプロデューサーにスカウトされて報道に携わることとなり、1980年に同局の『BIG NEWS SHOW いま世界は』でデビュー。その後『TVスクープ』『CNNデイウォッチ』『ニュースステーション』などでキャスター、リポーターを務め、民放連賞、フィリピン政変のリポートでギャラクシー賞個人奨励賞を受賞する。大学を休学し仕事を続けた。
これと前後して、『全日本F2選手権』（TBSテレビ）のピットリポーターも務めており、その関係から映画『F2グランプリ』（1984年、東宝）に本人役で出演している。当時コンビを組んでいたのが今宮純で、安藤が1994年のF1レースのパシフィックGPにゲスト出演した際、コンビ復活となった。
『ニュースステーション』降板後はテレビ出演を止め、28歳の時に大学へ復学したが、今度はフジテレビから声を掛けられ、1987年10月から『FNNスーパータイム』に出演。仕事と勉学を両立させ、1988年春に上智大学を卒業。1991年の湾岸戦争では、日本人ジャーナリスト唯一となる現場取材を行った。1993年、かつてコンビを組んだ同番組初代メインキャスター逸見政孝の葬儀をリポートし、生放送中に嗚咽した。その後、1994年4月から2000年3月まで、深夜枠の『ニュースJAPAN』にてメインキャスターを務める。
2000年4月3日からは『FNNスーパーニュース』のメインキャスターを務める。安藤が『スーパータイム』から『ニュースJAPAN』に移った1990年代半ばから苦戦していたフジテレビの夕方ニュース枠は、安藤の復帰から2年後、6年ぶりに視聴率1位に返り咲くことに成功した。安藤はインタビューで「報道は気取りがある」「見ている方に通じないのであれば完全な送り手のマスターベーションでしかない」、 2013年12月2日放送の『ワイドナショー』（フジテレビ）の番組内で「ニュースに優劣はないので何やっても良いと思う。硬派なことだけやればいいという考えは上から目線すぎないか」と発言する等、報道番組のワイドショー化を肯定する発言をしている。また、2000年代頃からはメインキャスターを務める兼ね合いから取材現場に出向くことが極端に少なくなったが、安藤は自著などで「現場に行きたいが、自分が行ってしまった場合、東京のスタジオでニュースをさばく人がいなくなってしまうので、行かせてもらえない」との趣旨の発言をしている。
ハーバード大学大学院（ケネディスクール）の入学試験に合格したものの、フジテレビから約2年の休暇許可をもらえなかったため、2005年4月に上智大学大学院グローバル・スタディーズ研究科グローバル社会専攻（博士前期課程）へ入学し、2008年3月修了。2013年9月、上智大学大学院グローバル・スタディーズ研究科グローバル社会専攻（博士後期課程）単位取得満期退学。博士論文を書き、博士号取得を目指した。その後、2019年3月に同研究科に提出された論文『国会における女性過少代表の分析—自民党の政治指向と女性認識の形成』により、同年9月「博士（グローバル社会研究）」の学位を取得した。
2015年3月27日で『スーパーニュース』が終了したことに伴って、翌週（30日）から『直撃LIVE グッディ!』（平日午後の情報番組）の総合司会を俳優の高橋克実と共に担当。しかし、『グッディ!』が2020年9月25日放送分で終了したことに伴って、本人曰く「40年にわたる報道生活」と生放送番組を「卒業する」に至った。なお、『グッディ!』の終了直後（同年9月30日）には、個人事務所であった有限会社エイアンドアソシエイツの解散を決議したことが官報に公告されている。
2023年4月1日、椙山女学園大学の客員教授に同日付で就任した。11月20日に、ネイルオブザイヤー2023を受賞した。

## 人物・エピソード
- フジテレビの報道・情報番組に長年出演し続けていることもあり、フジテレビのアナウンサーと対外的に称されることが多いが、大学生の時にリポーターとしてスカウトされ、その後一貫してフリーランスの立場で活動しており、フジテレビや以前出演していたテレビ朝日を含め、どの放送局にも社員・職員（アナウンサー、キャスター、記者、リポーターなど）として所属したことはない。フジテレビ系列以外の番組にもごくまれに出演する[14]。『ニュースステーション』専属のようになっていた時代には金曜版のコーナー｢金曜チェック｣でテレビ朝日にとって手前味噌な項目まで作られたことがある[15]。リポーターとしても政治や事件などで豊富な海外取材経験を持っている[16]。
- 誤解されることが多いが、フジテレビ（共同テレビ）所属だった同姓の安藤幸代との血縁・親戚関係はない。
- プロ野球は大の阪神ファン。
- 『日経エンタテインメント!』（日経BP社）の連載「テレビ証券」では『「ニュースはスタジオで起きてるんじゃない、現場で起きているんだ!」を地で行く人。』と称された[3]。得意の英語を使ったインタビュー取材も多数こなす。
- 気分転換に料理をする。仲間を自宅に招いてまったりと飲むことが多いという。和食派であり、その腕前はプロ級と評判である[17]。
- 同姓の元フィギュアスケート選手の安藤美姫のニックネーム「ミキティ」の名付け親である[18]。美姫によると「（安藤優子さんが）取材に来られた時に、『ミキじゃ短いから何かつけようか』っていうことになって、それで決まった」とのことである[19]。
- 安藤がデビューした直後の報道業界は「完全な男社会で、特に20代の頃は何をやっても叩かれた」と語っている。当時のことを「何かすると『女のくせに生意気』と言われ、泣いたら泣いたで怒られた。今は当たり前だけど、黒いスーツを着たら、『小さいおじさんみたいだからやめろ』と言われた」と振り返っている[20]。一方で、周囲から女性であることで「下駄を履かされていた」面もあり、「湾岸戦争取材時に会見を開かされたのはそのためだ」と語っている[17]。
- 生放送番組に長年出演しており、「生番組は秒刻みの行動となるため、私生活でもこの癖が出るとし、犬の散歩でも時計を見て後何分までに行動しないと間に合わないというように逆計算をしてしまう」という[20]。
- 『週刊文春』の「嫌いな女性アナウンサーランキング」では、小林麻耶と共に常連である[21]。
- 70歳まで現役を宣言している。
- 兄と1歳上の姉がいる。
- 結婚歴は2回。初婚は1989年12月。大手広告代理店の国際営業部媒体部の部長と上智大学構内のクルトゥハイム聖堂で挙式した[22]。二度目は現在の夫、フジテレビディレクターの堤康一と結婚。[23]。
- 2001年5月8日から11日までケガのため、スーパーニュースが4日間お休み。
- 2009年2月、アメリカ合衆国国務長官のヒラリー・クリントンが訪日した際、日本のテレビ局で唯一、単独会見を行った[24]。
- 2016年東京都知事選挙の際、小池百合子候補に対して『直撃LIVE グッディ!』で冷淡な態度を取り続けていたとされたが[25]、小池が都知事となったあと、小池の自宅での単独インタビューに成功した[26]。
- 「汗は普通にかくが、スタジオに入ると不思議と汗は出ない。それがプロだ」をモットーにしているが、真夏日の話題で高橋克実から「毛穴が閉じ始めてるんじゃないですか?」と言われ、うまくリアクションがとれずにスタジオが凍りついたことがある[27]。
- 朝の時間帯はNHK総合テレビ『連続テレビ小説』・『あさイチ』をよく視聴しており、『あさイチ』のキャスター陣が行う「朝ドラ受け」を気に入っていた。『あさイチ』の初代キャスターを務めた有働由美子（元NHKアナウンサー、2018年10月1日より日テレ系報道番組『news zero』メインキャスタ－）についても大ファンであると公言[28][29]。
- 2019年5月に川崎市登戸通り魔事件を起こした容疑者について「自分1人で自分の命を絶てば済むことじゃないですか」と発言し、物議を醸した[30]。
- 2020年8月19日放送の『直撃LIVE グッディ!』において、嵐山から現地の暑さについて中継を行っていたディレクターがレポートを中断しようとした際、安藤がそのディレクターに対して「もう1回、お返ししていいですか」とレポートを続行するよう促す一幕があった[31][32]。これについてハフポスト日本版は、中継の続行を促した安藤の発言のみならず、危険な状況下で中継レポートを行うこと自体についても疑問の声が挙がっているとした上で、出演する者の身の安全を考慮しない番組の報道姿勢について疑問を呈した[32]。

## 出演番組
報道・情報番組の出演経歴
テレビ朝日系列での出演番組
| 期間       | 期間      | 番組名                   | 役職           |
| ---------- | --------- | ------------------------ | -------------- |
| 1980年4月  | 1983年3月 | BIG NEWS SHOW いま世界は | 進行キャスター |
| 1983年4月  | 1985年3月 | TVスクープ               | 進行キャスター |
| 1985年4月  | 1987年3月 | CNNウィークリー          | 進行キャスター |
| 1985年10月 | 1987年3月 | ニュースステーション     | リポーター     |

フジテレビ系列での出演番組
| 期間          | 期間          | 番組名              | 役職           | 担当日       | 備考                                                                          |
| ------------- | ------------- | ------------------- | -------------- | ------------ | ----------------------------------------------------------------------------- |
| 1987年10月2日 | 1988年3月27日 | FNNスーパータイム   | キャスター     | 金曜日・休日 | 歴代キャスターの中で最長出演、1992年4月からスポーツコーナーのパートナーも担当 |
| 1988年4月1日  | 1994年3月31日 | FNNスーパータイム   | キャスター     | 平日         | 歴代キャスターの中で最長出演、1992年4月からスポーツコーナーのパートナーも担当 |
| 1994年4月1日  | 2000年3月31日 | ニュースJAPAN       | キャスター     | 平日         |                                                                               |
| 2000年4月3日  | 2015年3月27日 | FNNスーパーニュース | キャスター     | 平日         |                                                                               |
| 2007年4月1日  | 2008年6月22日 | 新報道プレミアA     | 進行役         | 日曜日       | 同系列である関西テレビとの共同制作番組として放送                              |
| 2014年4月13日 | 2025年3月23日 | ワイドナショー      | コメンテーター | （不定期）   | 番組の第2部として放送された『ワイドナB面』時代から随時出演                    |
| 2015年3月30日 | 2020年9月25日 | 直撃LIVE グッディ!  | 司会           | 平日         |                                                                               |
| 2023年4月3日  | 現在          | newsランナー        | コメンテーター | （不定期）   | 同系列である関西テレビ制作平日夕方のローカルニュース番組として放送            |

バラエティ番組の出演経歴
- 森田一義アワー 笑っていいとも!（1990年4月6日・1999年1月21日・2008年12月24日・2014年1月15日、フジテレビ） - テレフォンショッキングゲスト

特別番組の出演経歴
- スーパータイムスペシャル（フジテレビ） - 共同司会（上田昭夫・黒岩祐治・露木茂とともに）
- FNN報道特別番組（フジテレビ）
  - アメリカ合衆国大統領選挙関連
    - FNN報道特番アメリカ大統領選挙 鼻の差ゴール速報（2000年11月8日、2000年アメリカ合衆国大統領選挙）[33]
    - FNN報道特別番組 「米新大統領誕生 CHANGE2008～世界と日本はどう変わる」（2008年11月5日、2008年アメリカ合衆国大統領選挙）[33]
    - FNN報道特番 日米中漂流の行方は?2012米大統領選 （2012年11月7日、2012年アメリカ合衆国大統領選挙）[33]

  - アメリカ同時多発テロ事件関連
    - FNN緊急報道特番 米・同時多発テロ（2001年9月11日）[33]
    - FNN総力特別番組「世紀の惨劇テロ全報告」（2001年9月12日）[33]

  - FNN緊急特番「米・攻撃開始 アフガン空爆」（2001年10月7日）[33]
  - FNN特別番組「皇太子さま雅子さま感動のお子さま誕生物語」 出会いから5000日（2001年12月1日）[33]
  - 報道特別番組 日朝首脳会談 特報“小泉VS金正日”拉致問題を安藤が速報（2002年9月17日）[33]
  - FNN報道特別番組 オウム教祖・松本智津夫被告に極刑か? （2004年2月27日）[33]
  - 臨時ニュース 「新潟県中越沖地震関連」（2007年7月16日）[33]
  - 東北地方太平洋沖地震（東日本大震災）関連
    - FNN緊急報道特番 「東北関東大震災関連」（2011年3月11日）[33]
    - FNN緊急報道特番 （2011年3月12日～13日）[33]
- FNN選挙特別番組（フジテレビ）
  - スーパータイム選挙スペシャル
    - 1990年2月18日（第39回衆議院議員総選挙）
    - 1992年7月26日（第16回参議院議員通常選挙）
    - 1993年7月18日（第40回衆議院議員総選挙）

  - 激動待ったなし!! FNN参院選スペシャル（1995年7月23日、第17回参議院議員通常選挙） - 司会
  - FNN選挙特番'96 選挙の鉄人 甦れ!! 日本の政治（1996年10月20日、第41回衆議院議員総選挙） - 司会
  - FNN選挙スペシャル 激突! 熟女軍団が斬る泣き笑いニッポン列島（1998年7月12日、第18回参議院議員通常選挙）
  - スーパーLIVE2000 FNN選挙スペシャル（2000年6月25日、第42回衆議院議員総選挙）
  - 聖域なき生直撃 FNN真夏の大変革 小泉維新に骨太審判（2001年7月29日、第19回参議院議員通常選挙） [33]
  - FNN踊る大選挙戦[33]
    - 2003年11月9日（第43回衆議院議員総選挙）
    - 2004年7月11日（第20回参議院議員通常選挙）
    - 2010年7月11日（第22回参議院議員通常選挙）

  - FNN選挙WARS〜改革の最終審判〜（2005年9月11日、第44回衆議院議員総選挙） - スタジオキャスター[33]
  - FNNスーパー選挙王（2007年7月29日、第21回参議院議員通常選挙） - 第1部・2部メインキャスター[33]
  - FNNスーパー選挙2009 審判の日（2009年8月30日、第45回衆議院議員総選挙） - 第1部メインキャスター[33]
  - FNN総選挙2012 ニッポンの決意 JAPAN'S DECISION（2012年12月16日、第46回衆議院議員総選挙、フジテレビ） - 第1・2・3部総合司会[33]
  - FNN参院選 真夏の決断2013（2013年7月21日、第23回参議院議員通常選挙） - 第1部・2部MC[33]
  - FNN衆院選2014 THE SENKYO 〜ニッポンをしゃべり倒す!〜（2014年12月14日、第47回衆議院議員総選挙） - 第1部・2部MC[33]
  - FNN参院選 みんなの選挙2016（2016年7月10日、第24回参議院議員通常選挙） - 第4部MC[33]
- タモリ&安藤優子のSuperスーパーニュースSpecial（2002年12月18日・2004年4月7日、フジテレビ） ※タモリをメインキャスター加えた『FNNスーパーニュース』の番外編スペシャル。通算2回放送。[33]
- 愛はみえる〜全盲夫婦に宿った小さな命（2010年9月3日、フジテレビ） - ナビゲーション
- わ・す・れ・な・い〜東日本大震災・命の記録〜（2011年12月30日、フジテレビ） - 共同司会（小倉智昭とともに）[33]
- 安藤優子とはっちぃの発見! お台場新大陸（2014年7月 - 8月、フジテレビ）
- 金曜プレミアム・緊急スペシャル 教祖麻原ら7人死刑執行 日本が震えたオウム事件の“真実”（2018年7月6日、フジテレビ） - 司会

その他
- 安藤優子のライフストーリー（2012年 - BSフジ） - 不定期

## 著書

### 単著
- 『安藤流 着道楽のひそかな喜び』（小学館、1996年、ISBN 978-4093426114）
- 『あの娘は英語がしゃべれない!』（集英社、1998年、ISBN 978-4087802634）
- 『以上、現場からでした。』（マガジンハウス、2003年、ISBN 978-4838714322）
- 『似合う服がみつからない!』（集英社、2004年、ISBN 978-4086500685）
- 『ひるまない』（講談社、2010年、ISBN 978-4062160612）
- 『自民党の女性認識――「イエ中心主義」の政治指向』（明石書店、2022年、ISBN 978-4750354231）

### 共著
- 松永澄夫編『言葉は社会を動かすか』（共著、東信堂、2010年、ISBN 978-4887139534）

### 訳書
- 『ウーマン・イン・パワー 世界を動かした女マーガレット・サッチャー』（フジテレビ出版、1991年、ISBN 978-4594007966）